# Hideyoshi Obata
Hideyoshi Obata (小畑 英良, Obata Hideyoshi), né le 2 avril 1890 dans la préfecture d'Osaka et mort le 11 août 1944 à Guam, est un général japonais durant la Seconde Guerre mondiale.

## Biographie
Obata est originaire de la préfecture d'Osaka. Il est diplômé de la classe 23 de l'Académie de l'armée impériale japonaise en Décembre 1911, et est nommé lieutenant de la cavalerie. En 1919, il est diplômé de la classe 31 de École militaire impériale du Japon, et est promu au grade de capitaine dans la cavalerie.
Attiré par la politique de la droite nationaliste dans sa jeunesse, il est membre de la faction radicale de la voie impériale, sous la direction de Sadao Araki, opposée à la faction modérée de Kazushige Ugaki.
De 1923-1927, Obata est affecté comme attaché militaire au Royaume-Uni et de 1927-1934 en tant qu'attaché militaire en Inde britannique. En Août 1934, il est promu au grade de colonel dans la cavalerie et rappelé au Japon pour des affectations au sein de l'état-major général de l'armée impériale japonaise.
Obata fut promu au grade de major général en Mars 1938, et transféré de la cavalerie à l'aviation. Il fut nommé commandant de l'École Akeno de Armée de l'Air en Août 1938. En Décembre 1940, il fut promu au grade de lieutenant général et commandant au 5e escadron à Taiwan au début de la guerre du Pacifique. Son commandement l'assigna à la tête de la 15e armée en Birmanie en 1942. En mai 1943, il devint commandant en chef de la troisième armée de l'air, et fut rappelé à Tokyo en Décembre 1943.
Le 18 février 1944, Obata est assigné au commandement de la 31e armée chargée de la défense des îles Mariannes. Il est loin de son quartier général à Saipan, au moment de l'invasion américaine et a établi son poste de commandement à Guam. Toutefois, lors de la bataille de Guam, il fut rapidement dépassé par la puissance de feu américaine, et après avoir donné l'ordre à ses forces de se battre jusqu'à la mort, il se suicide le 11 août 1944 par seppuku.
Obata est promu à titre posthume au rang de général.